# Petabyte
Un petabyte es una unidad de almacenamiento de información cuyo símbolo es PB, y equivale a 1015 bytes = 1 000 000 000 000 000 bytes. El prefijo peta viene del griego πέντε, que significa cinco, pues equivale a 10005 o 1015. Está basado en el modelo de tera, que viene del griego «monstruo», pero que es similar (excepto una letra) a tetra-, que viene de la palabra griega para «cuatro» y así peta, que viene de penta-, pierde la tercera letra, la «n»
1 PB = 1015 byte = 1012 kB = 109 MB = 106  GB = 103  TB.
1024 petabytes equivalen a un exabyte.

## Ejemplos
- Internet Archive tiene alrededor de 70 petabytes de datos.[1][2]

- Google procesa sobre 20 petabytes de datos cada día.[3]
- En diciembre de 2007, YouTube tuvo un tráfico de 27 petabytes.[4]
- El Gran Colisionador de Hadrones genera unos 20 petabytes de datos útiles al año.[5]
- Filmar la vida de una persona (100 años) en alta definición (10 megapíxeles, 50 fotogramas por segundo) ocuparía 0,5 petabytes. Sin tener en cuenta, formato ni codificación de vídeo, ni audio.[5]
- Facebook tiene 60 000 millones de imágenes, lo que supone 1,5 petabytes de almacenamiento[6] y crece a un ritmo de 220 millones de imágenes por semana.
- Isohunt tiene ficheros torrent indexados por valor de 1,6 petabytes.[7]
- AT&T transfiere por sus redes alrededor de 16 petabytes de datos al día.[8]
- Megaupload consiguió 25 petabytes de archivos antes de su cierre.[9]